# Bironides teuchestes
Bironides teuchestes är en trollsländeart som beskrevs av Maurits Anne Lieftinck 1933. Bironides teuchestes ingår i släktet Bironides och familjen segeltrollsländor. IUCN kategoriserar arten globalt som sårbar. Inga underarter finns listade i Catalogue of Life.